# اريك ماثيو
اريك ماثيو (بالإنجليزية: Eric Matthew)‏ هو مهندس الصوت وملحن ومنتج أسطوانات أمريكي، ولد في 1954.

## وصلات خارجية
- اريك ماثيو على موقع ميوزك برينز (الإنجليزية)
- اريك ماثيو على موقع أول ميوزيك (الإنجليزية)
- اريك ماثيو على موقع ديسكوغز (الإنجليزية)